# Lou Otten
Louis Otten, dit Lou Otten (5 novembre 1883 et mort le 7 novembre 1946), est un footballeur international néerlandais, qui évoluait au poste de défenseur.

## Biographie

### Carrière en club
Il passe l'intégralité de sa carrière de joueur au Quick Den Haag.

### Carrière en sélection
Il dispute douze matchs avec la sélection néerlandaise entre 1907 et 1911. 
Il joue son premier match en équipe nationale le 21 décembre 1907 contre l'Angleterre et son dernier le 17 avril 1911 contre cette même équipe.
Il fait partie de la sélection néerlandaise lors des Jeux olympiques de 1908, compétition lors de laquelle il remporte la médaille de bronze. Il dispute les deux matchs de la sélection néerlandaise, contre la Grande-Bretagne et la Suède.

## Palmarès
| Quick Den Haag - Championnat des Pays-Bas (1) : - Champion : 1907-08. - Coupe des Pays-Bas (1) : - Vainqueur : 1910-11. |  | Pays-Bas - Jeux olympiques : - Bronze : 1908. |